# Vissokogorodetsk
Vissokogorodetsk (en rus: Высокогородецк) és un poble del krai de Krasnoiarsk, a Rússia, segons el cens del 2010 tenia 169 habitants. Pertany al districte municipal d'Àban.